# Тесло, Владимир Сергеевич
Владимир Сергеевич Тесло (род. 30 октября 1994, Ашхабад, Туркменистан) — российский военнослужащий, гвардии подполковник, Герой Российской Федерации (2024).

## Биография
В 2018 году окончил Новосибирское высшее военное командное училище.
После училища служил в 15-й отдельной мотострелковой бригаде 2-й гвардейской общевойсковой армии.
С 24 февраля 2022 года принимал участие во вторжении России на Украину.

## Награды
Указом Президента России Владимира Путина от 5-го февраля  2024 года за «по совокупности совершенных героических действий, личного мужества, проявленной самоотверженности при выполнении задач по защите Родины» удостоен звания Героя Российской Федерации
- Два ордена Мужества
- медаль Суворова,
- медаль «За боевые отличия»
- медаль «За воинскую доблесть»

## Общественные почести
В 2024 году юнармейскому отряду средней школы № 99 города Самары присвоено имя Героя